# Vragender
Vragender (Nedersaksisch: Vroagender) is een kerkdorp in de gemeente Oost Gelre, in de Nederlandse provincie Gelderland. Voor de gemeentelijke herindeling van 1 januari 2005 behoorde Vragender tot de gemeente Lichtenvoorde. Vragender is gelegen op het Achterhoeks plateau, gevormd door keileem dat in de ijstijden is opgestuwd.

## Bezienswaardigheden
Bezienswaardigheden in het kerkdorp zijn de ruïne van de laatgotische Sint-Jacobskapel en de nog in bedrijf zijnde korenmolen De Vier Winden. Beide bouwwerken zijn rijksmonument. Daarnaast is de Sint-Antonius van Paduakerk een blikvanger in het dorp. Op maandag 12 juli 2010 werd tijdens een vermoedelijke windhoos een deel van de kerktoren weggeblazen.
Vragender kent verder een natuurgebied, het Vragenderveen. Dit vormt samen met de gebieden Meddosche Veen, Corlese Veen en Korenburgerveen een van de weinige in Nederland overgebleven levende stukken hoogveen. 

## Verenigingen
In Vragender zijn vele verenigingen actief. Diverse sporten zijn actief onder de naam KSV (Kombinatie Sportleven Vragender) hetgeen oorspronkelijk stond voor Katholieke Sportvereniging Vragender. Onder andere de voetbalclub (KSV Vragender) is actief onder deze naam. Ook heeft Vragender een eigen jongerenvereniging genaamd Jong-Volk. Dit is een vereniging voor en door jongeren. Deze vereniging is opgericht in 1991 en organiseert jaarlijks verschillende activiteiten, waaronder een zeskamp en een ski-uitje.
Het vierde elftal van de lokale voetbalvereniging KSV Vragender werd op 27 april 2020 verkozen tot meest bijzondere sporters tijdens de gemeentelijke Sportverkiezing van de Gemeente Oost Gelre.
Het dorp is in de regio bekend vanwege de Vragender Kermis inclusief optocht.

## Afbeeldingen

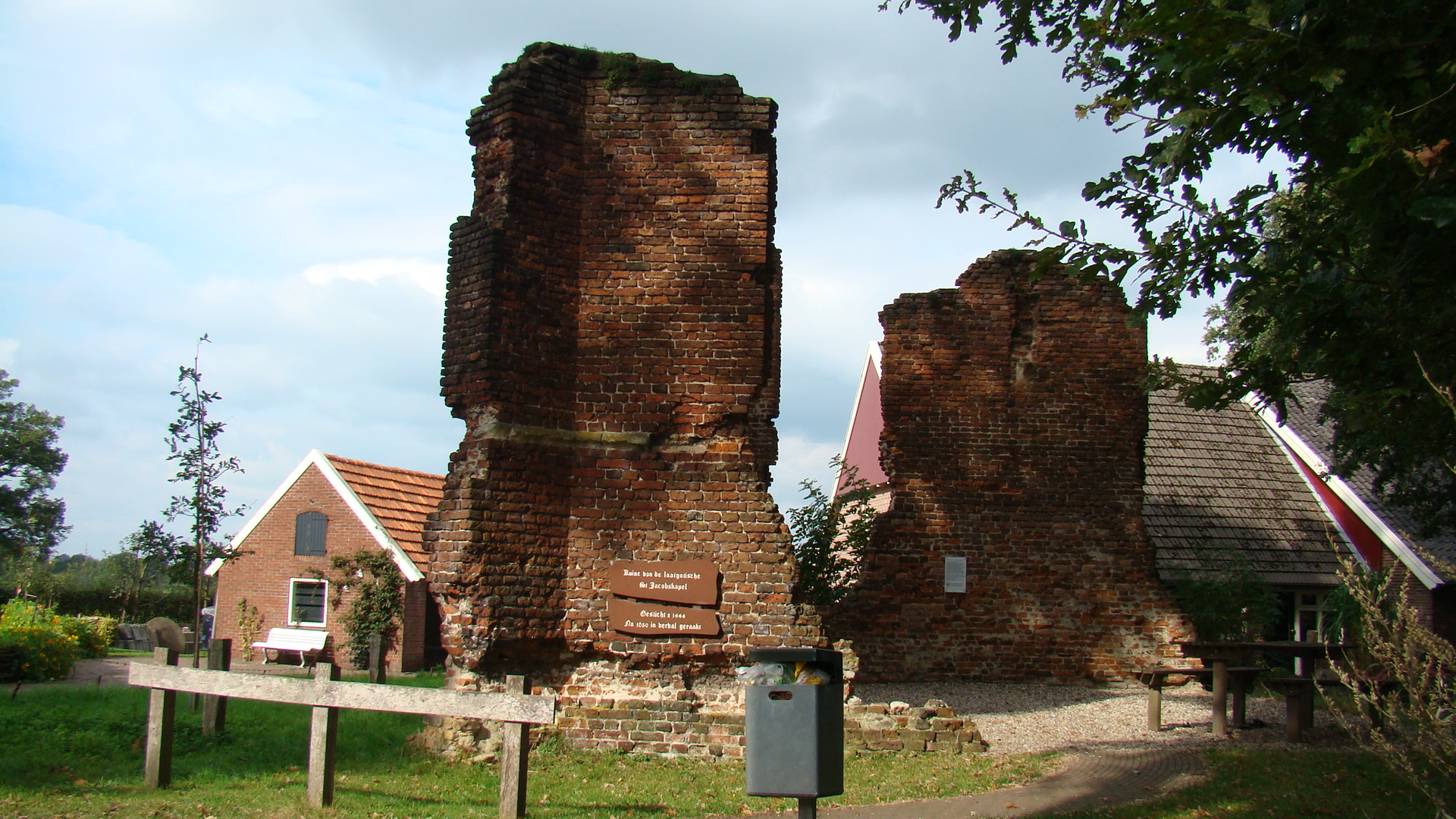
Ruïne van de Sint-Jacobskapel
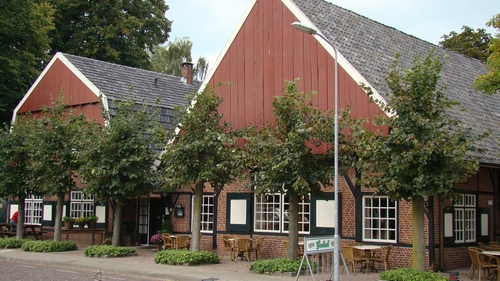
Hallenhuisboerderij